# FotoLoft
ФотоЛофт (FotoLoft) — галерея, бутик актуальной фотографии Центра современного искусства «Винзавод» в Москве. Галерея создана в апреле 2007 года как новое концептуальное выставочное пространство.

Основатели галереи Юрий Кацман, Владимир Яковлев и Татьяна Куртанова.
В настоящее время галерея закрыта

## Концепция
Галерея FotoLoft представляет фотографию как объект коллекционирования и как элемент интерьерного дизайна, предназначенный для оформления жилых и коммерческих пространств, таких как дома, офисы, рестораны и магазины.
Выставочное пространство галереи организовано по тематическим зонам:  арт-фотография, художественная фотография, винтажные отпечатки. Центральная часть зала используется для временных тематических и персональных выставок. В галерее также имеется зона отдыха, где посетители могут ознакомиться с фотоальбомами и каталогами, изучить архивы работ фотографов в интернете и просмотреть слайд-шоу. В галерее регулярно проходят кинопоказы.